# Ferme du Bas-Samoreau
La ferme du Bas-Samoreau est un ensemble de bâtiments, vestiges d'une ancienne ferme, à Samoreau, en France. Son édifice principal — la grange aux dîmes — est inscrit aux monuments historiques, depuis le 30 mars 1926. Avec le colombier, il constitue la dernière subsistance de cette ferme.

## Situation et accès
L'ensemble est situé entre la rue de l'Église et le chemin de l'Abrevoir, vers le centre du village de Samoreau, lui-même au sud-ouest du département de Seine-et-Marne.
L'accès principal au domaine est situé au no 11 de la rue de l'Église.

## Historique

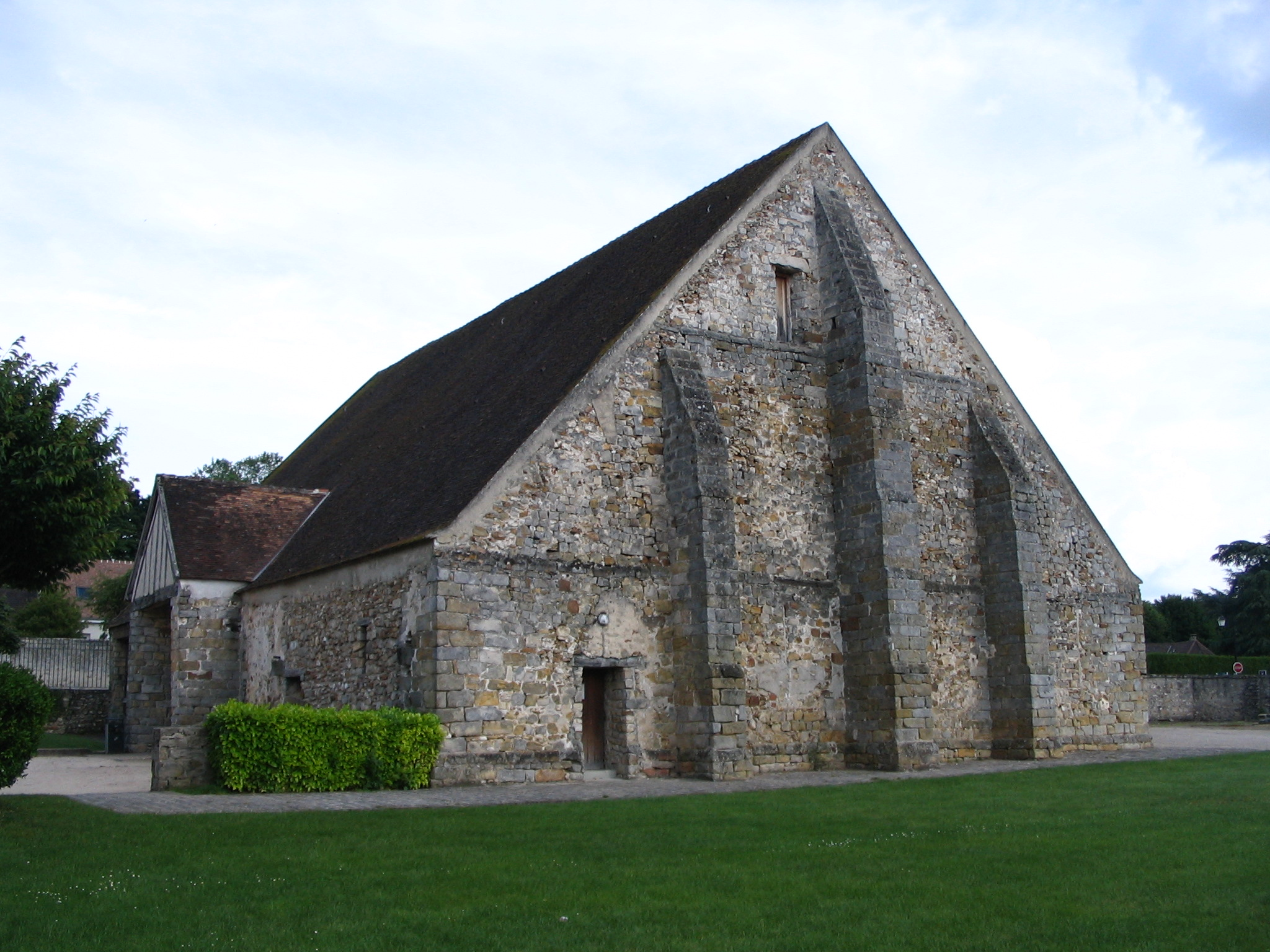
La grange aux dîmes.

Tout comme l'église, la ferme relève de la seigneurie de l'abbaye de Saint-Germain-des-Prés à Paris.
La grange est citée au XIIIe siècle, mais toutefois sa charpente date du XVe siècle. Jadis, le bâtiment abritait également un pressoir. Son usage est caractéristique d'une grange dîmière : on y entrepose le résultat de la collecte des dîmes de grain et de vin, ce qui correspond à une contribution financière d'environ 10 % des récoltes.
Durant la Révolution, un décret de 1791 sur les biens nationaux provoque la requisition et la vente des biens autrefois dépendants de l'abbaye, dont la ferme du Bas-Samoreau. En 1956, la Ville de Samoreau rachète la grange et la transforme en espace à vocation culturelle.

## Structure
La grange aux dîmes adopte une structure plutôt primitive, essentiellement constituée de pierre, s'élevant sur un seul niveau et surmontée d'un large toit. Plusieurs contreforts se dressent sur les façades.
Le colombier, formant une structure détachée, est de forme cylindrique.

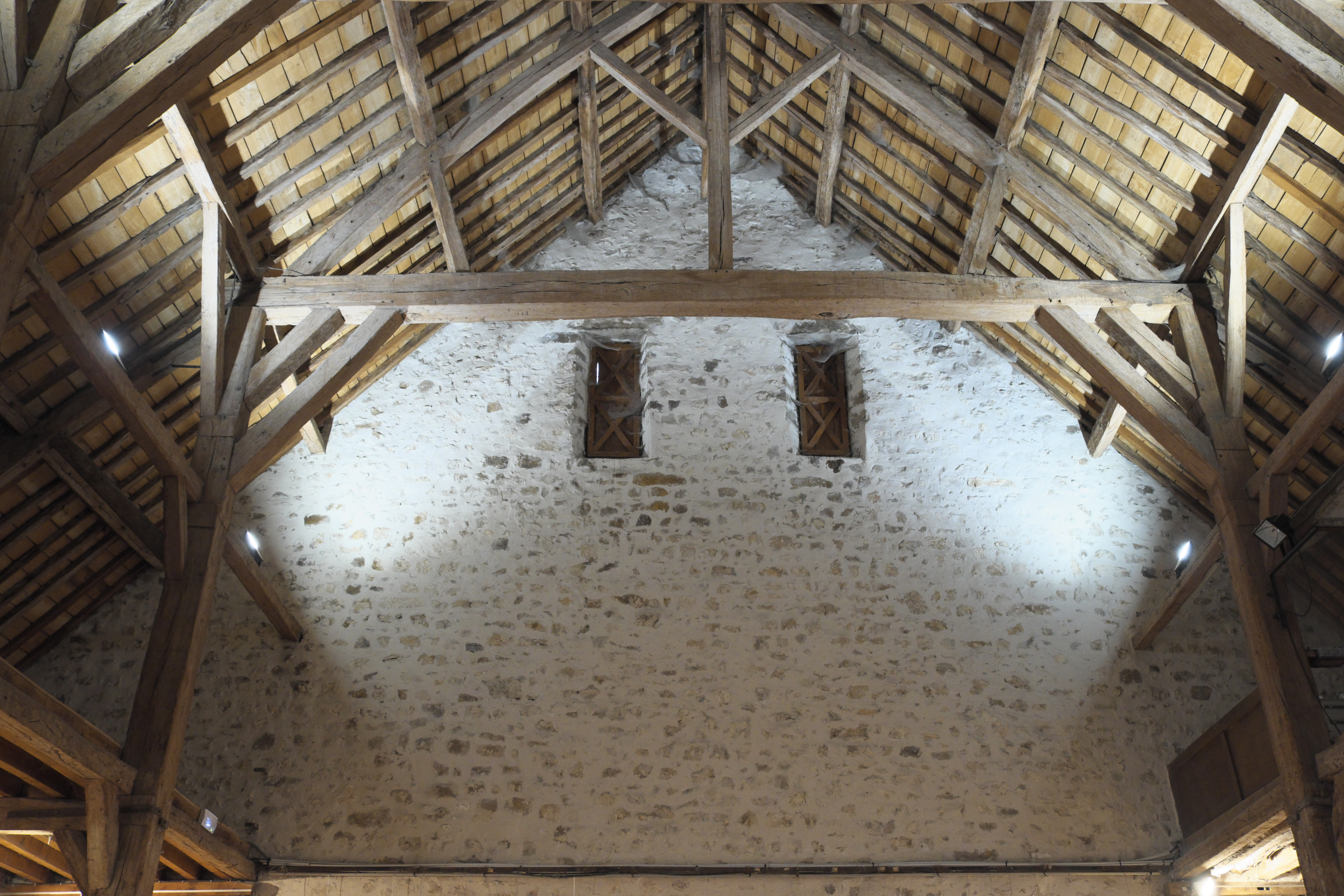
Intérieur de la grange.
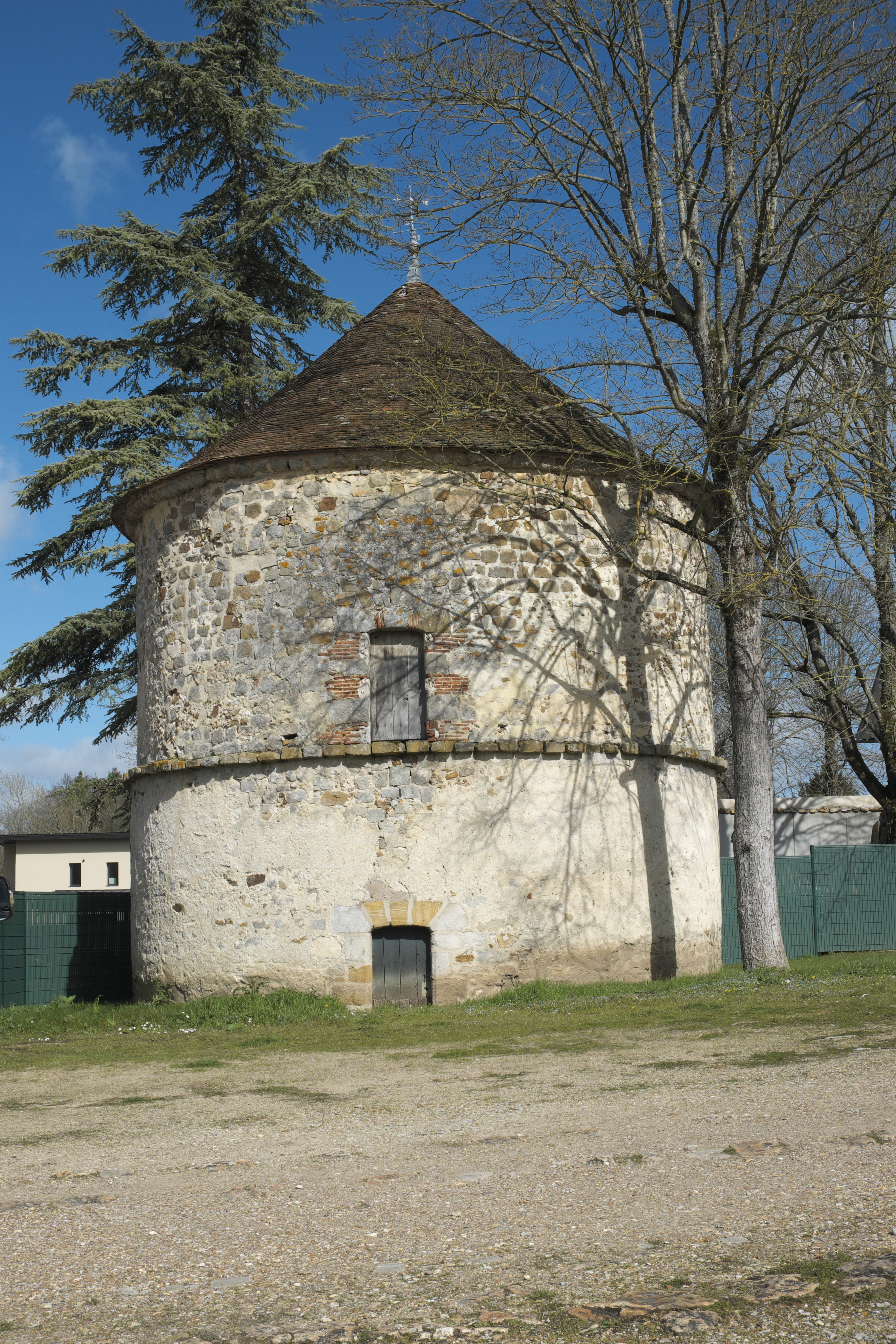
Le colombier.